# دراغو نيكوليتش
دراغو نيكوليتش (بالصربية: Драго Николић) (9 نوفمبر 1957 – 11 أكتوبر 2015)، هُو عسكري من صرب البوسنة شارك في حرب البوسنة والهرسك وكان له دور في مذبحة سربرنيتسا. أدانته المحكمة الجنائية الدولية ليوغوسلافيا السابقة بتُهم المساعدة في والتحريض على الإبادة الجماعية والإبادة والقتل والاضطهاد وحكمت عليه بالسجن لمدة 35 سنة.